# Maruoka (Fukui)
Maruoka (jap. 丸岡町, -chō, wörtlich: runder Hügel) war eine Stadt im Sakai-gun in der japanischen Präfektur Fukui.

## Geschichte
Die Stadt wurde am 20. März 2006 nach Sakai eingemeindet.

## Sehenswürdigkeiten

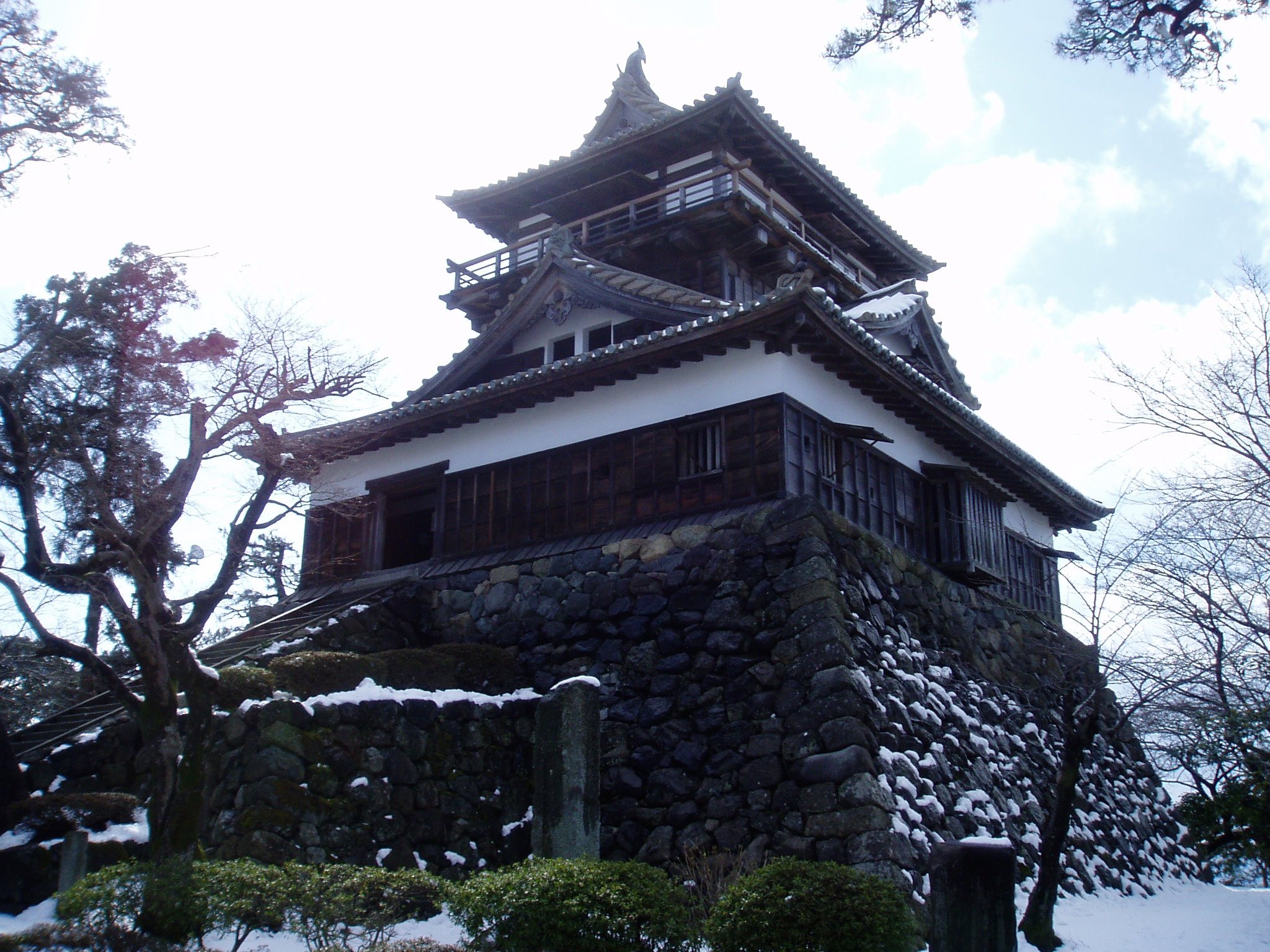
Hauptturm der Burg Maruoka

In Maruoka befindet sich die 1576 errichtete Burg Maruoka. Obwohl nur noch der Hauptturm vorhanden ist, ist sie die älteste noch erhaltene Burg Japans.